# 洗礼者ヨハネの首を持つサロメ (ルイーニ)
『洗礼者ヨハネの首を持つサロメ』（せんれいしやヨハネのくびをもつサロメ、伊: Salomè con la testa del Battista、英: Salome with the Head of John the Baptist）は、イタリア・ルネサンスの画家ベルナルディーノ・ルイーニが1527年ごろ、板上に油彩で描いた絵画である。主題は、『新約聖書』中の「マルコによる福音書」 (6:14-29) と「マタイによる福音書」(14:1-2)  に描かれているサロメと洗礼者ヨハネにまつわる逸話から採られている。作品はウィーンの帝国画廊にあったが、1792年にフィレンツェとの作品交換でフィレンツェに送られ、現在はウフィツィ美術館に所蔵されている。 画家自身の手になる6点のヴァージョンがあり、それらはウィーンの美術史美術館、ルーヴル美術館、ボストン美術館、プラド美術館、ベッラ島にあるボッロメーオ公爵家のコレクションにある。

## 歴史
フィレンツェに到着した当時、本作はレオナルド・ダ・ヴィンチに帰属されたが、1890年での目録でグティエ (Gouthiez) によりルイーニに帰属が見直された。ベルトラミは、作品の制作年をルイーニの晩年の1527-1530年ごろとした。美術史家たちは、サロメの顔はレオナルドの『ほつれ髪の女』 (パルマ国立美術館) を下敷きにしていると主張している。身体を少しひねりながら優美に傾けた頭部もレオナルドの画風に強く影響されている。

## 作品

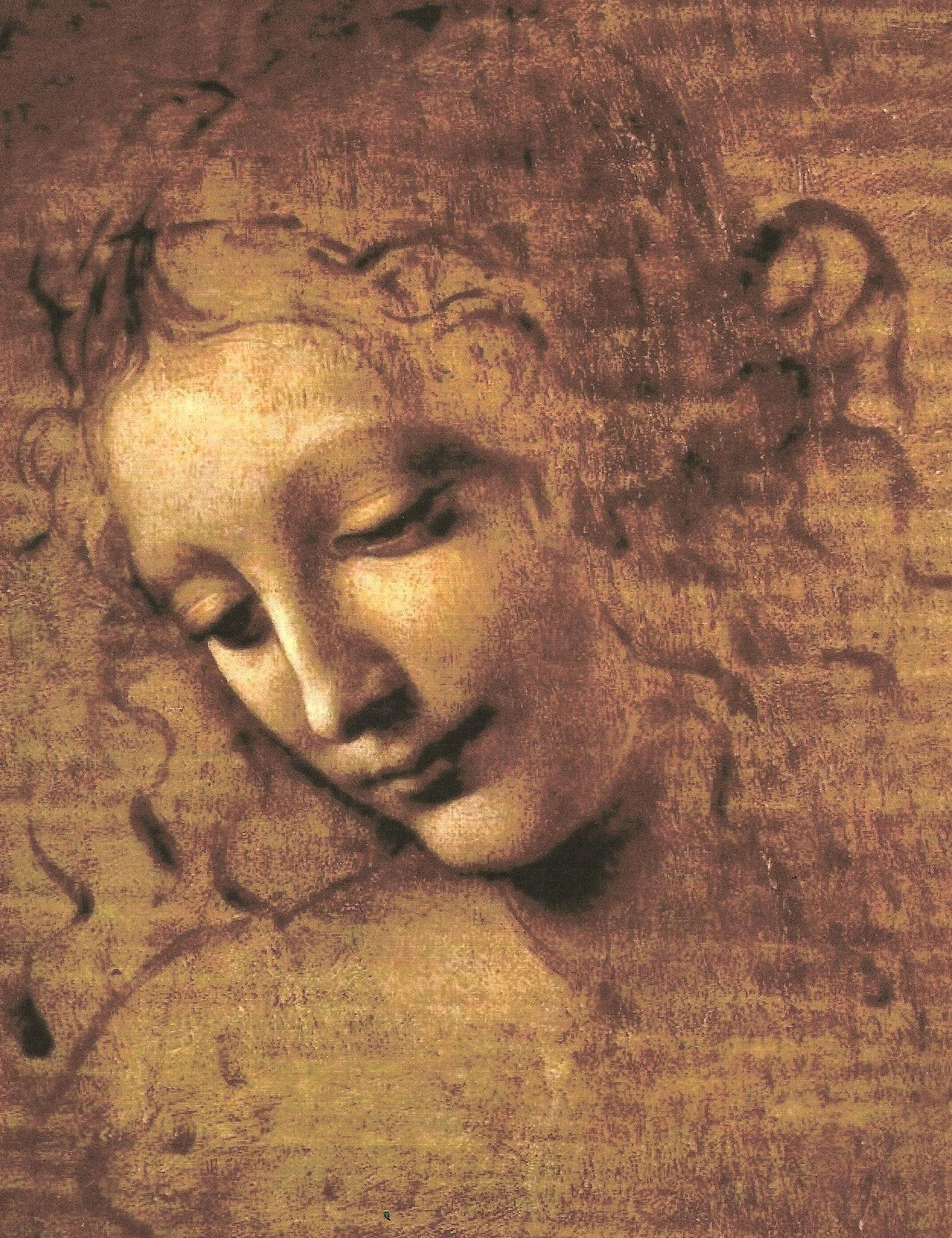
レオナルド・ダ・ヴィンチ『ほつれ髪の女』、1508年ごろ、パルマ国立美術館

「マルコによる福音書」と「マタイによる福音書」によると、洗礼者ヨハネは、イスラエルの領主ヘロデ・アンティパスが兄弟の妻ヘロデヤを娶ったため2人を非難した。ヘロデヤにはサロメという娘がいたが、ある日、サロメはヘロデ・アンティパスの前で踊りを披露した。その踊りに魅惑された彼が彼女に褒美を与えると申し出た時、彼女の母ヘロデヤは洗礼者ヨハネの首を求めるよう彼女に言い渡した。その結果、ヨハネは斬首され、その首は皿に載せられて、サロメとヘロデヤに渡された。
絵画は、洗礼者ヨハネの切断された頭部を容器に入れている処刑者を表している。容器は棚に置かれ、サロメ (または、サロメの母ヘロデヤの可能性もある) により支えられている。左側には、ベールを被った女性、おそらく女中が場面を目撃している。処刑者の顔立ちはほとんど戯画的に描かれ、それが彼の醜さと邪悪さの印象を高めている。洗礼者ヨハネの繊細で、生命のない顔立ちとは対照的である。サロメのドレスと精緻に編まれた髪に特に大きな注意が払われているが、それは16世紀初期の流行の特徴を示している。レオナルドの影響は特に少女の顔に明らかである。